# 1986 no desporto

## Automobilismo
- 21 de março - Nelson Piquet é o mais rápido no primeiro treino classificatório do GP do Brasil e Ayrton Senna em segundo.[1]
- 22 de março - Ayrton Senna faz o melhor tempo no segundo treino classificatório e larga na pole position do GP do Brasil e tendo Nelson Piquet ao seu lado na primeira fila (2ª posição).[2]
- 23 de março - Nelson Piquet vence o GP do Brasil e Ayrton Senna em 2º. Festa brasileira e a terceira dobradinha brasileira na Fórmula 1.[3]
- 13 de abril - Num final de prova fantástica, Ayrton Senna vence o GP da Espanha por 14 milésimos (0.014s) de vantagem sobre Nigel Mansell.[4]
- 11 de maio - O francês Alain Prost vence o Mônaco e lidera o campeonato.[5]
- 15 de maio - Elio de Angelis falece na tarde de quinta-feira no hospital La Timone, em Marselha, no sul da França, em consequência dos ferimentos que sofreu na cabeça e no tórax no dia anterior de manhã, quando se acidentou durante testes com sua Brabham BT55 no circuito de Paul Ricard, em Le Castellet, na França. O piloto romano tinha 28 anos de idade.[6]
- 10 de agosto - Nelson Piquet vence o GP da Hungria. Na 56ª volta (76 no total), o brasileiro do Williams #6 ultrapassa por fora e com ousadia no final da reta dos boxes, o compatriota da Lotus #12 de Ayrton Senna.[7]
- 7 de setembro - Keke Rosberg termina o GP da Itália em 4º lugar marcando os últimos 3 pontos na carreira.[8]
- 21 de setembro - Augusto Ribas torna-se o primeiro piloto brasileiro campeão mundial de kart.[9][10]
- 12 de outubro - Gerhard Berger vence o GP do México. É a primeira vitória do piloto austríaco e também da equipe Benetton na categoria.[11]
- 26 de outubro - Alain Prost vence o GP da Austrália, tornando-se bicampeão mundial de Fórmula 1. Três pilotos, sendo dois campeões de F-1 realizaram a última prova na categoria: Alan Jones (1980), Keke Rosberg (1982) e Patrick Tambay.[12][13]
- Uma mudança extrema nas regras do rally impede os carros do Grupo B de participarem do WRC, devido a um acidente fatal no Tour de Corse.
- 21 de dezembro - A Imperial Tobacco, indústria responsável pela marca de cigarro John Player Special, decidiu suspender o patrocínio com a equipe Lotus, após 18 anos de associação nos circuitos internacionais de Grand Prix. Um dos motivos do rompimento é a alta dos custos e a ausência de um piloto inglês na equipe na temporada seguinte.[14]

## Futebol
- 9 de março - O River Plate vence o Vélez Sarsfield por 3 a 0 no Estádio Monumental de Núñez e torna-se campeão argentino com cinco rodadas de antecedência. Cerca de 60 mil torcedores acompanharam a importante vitória do River e consequentemente o vigésimo título do clube de Buenos Aires.[15]
- 23 de março - O Porto vence o Covilha por 2 a 1 no Estádio das Antas e torna-se bicampeão português.[16]
- 24 de março - O Real Madrid vence o Real Valladolid por 2 a 1 no Estádio Santiago Bernabéu e torna-se campeão espanhol com quatro rodadas de antecedência.[17]
- 25 de abril - O Paris Saint Germain vence o Bastiais por 3 a 1 e torna-se campeão francês pela primeira vez.[18]
- 27 de abril - A Juventus de Turim venceu o Lecce por 2 a 1 e torna-se campeãitaliana.[19]
  - O Bayern de Munique vence o Borussia Mönchengladbach por 6 a 0 e torna-se bicampeão alemão.[20]
- 3 de maio - O Liverpool vence o Chelsea por 1 a 0 e torna-se campeão inglês.[21]
- 4 de maio - O Atlético Mineiro vence o Esportivo por 6 a 0 e torna-se bicampeão mineiro com uma rodada de antecedência.[22]
- 6 de maio - O Real Madrid (Espanha) perde para o Colônia (Alemanha) por 2 a 0 em Berlim, mas é bicampeão da Liga Europa, porque no jogo de ida em Madrid, o time Merengue venceu-o por 5 a 1.[23]
- 7 de maio - O Steaua Bucareste (Romênia) se torna campeão da Liga dos Campeões da Europa ao vencer o Barcelona (Espanha) por 2 a 0 nos pênaltis (0 x 0 no tempo normal).[24]
- 10 de maio - O PSV vence o Go Ahead Eagles por 8 a 2 e torna-se campeão holandês.[25]
- 21 de maio - O Bahia vence o Catuense por 1 a 0 e torna-se campeão baiano com três rodadas de antecedência. É o 35º título do Tricolor Baiano.[26]
- 31 de maio - Realização da XIII Copa do Mundo de Futebol, no México.[27]
  - O Deportivo Táchira vence o Caracas por 1 a 0 e torna-se campeão venezuelano.[carece de fontes?]
- 30 de junho - A Argentina vence a Alemanha Ocidental por 3 a 2 e torna-se bicampeã do mundo.[28]
- 20 de julho - Grêmio vence o Internacional por 1 a 0 e torna-se campeão gaúcho.[29]
- 10 de agosto - O Flamengo vence o Vasco por 2 a 0 no Maracanã e torna-se campeão carioca. No primeiro e segundo jogo realizados também no Maracanã, o Rubro-Negro empatou em 0 a 0.[30]
  - O Goiás vence o Atlético Goianiense por 2 a 1 e torna-se campeão goiano.[31]
  - O Santa Cruz empata em 0 a 0 contra o Sport e torna-se campeão pernambucano.
- 17 de agosto - O Criciúma vence o Joinville por 2 a 0 e torna-se campeão catarinense.
- 20 de agosto - O Coritiba vence o Pinheiros por 3 a 0 no Couto Pereira e torna-se campeão paranaense. No jogo de ida, o Coxa-Branca venceu-o por 1 a 0 na Vila Olímpica do Boqueirão.
- 25 de agosto - O Ceará vence o Fortaleza por 2 a 1 e torna-se campeão cearense. No jogo de ida, o Vozão venceu-o por 1 a 0.
- 3 de setembro - A Internacional de Limeira vence o Palmeiras por 2 a 1 no Morumbi e conquista o inédito título paulista. No jogo de ida também no Morumbi, o Gigante de Limeira empatou em 0 a 0.[32]
- 29 de outubro - O River Plate (Argentina) se torna campeão da Libertadores da América ao vencer o América de Cali (Colômbia) por 1 a 0, no Monumental de Núñez. No jogo de ida, o River venceu-o por 2 a 1 em Cáli.[33]
- 9 de novembro - O Club Sol de América vence o Atlético Colegiales por 3 a 1 e torna-se campeão paraguaio pela primeira vez.[34]
- 14 de dezembro - O River Plate (Argentina) se torna campeão intercontinental ao bater o Steua Bucaresti (Romênia) por 1 a 0, no Estádio Nacional de Tóquio, no Japão.[35][36]
- 17 de dezembro - O América de Cáli vence o Deportivo Cali por 3 a 1 e torna-se pentacampeão colombiano.[37]

## Nascimentos
| Data            | Nome                          | Profissão                     | Nacionalidade            | Observações | Ref     |
| --------------- | ----------------------------- | ----------------------------- | ------------------------ | ----------- | ------- |
| 7 de janeiro    | Clément Grenier               | futebolista                   | França                   |             |         |
| 11 de janeiro   | Oana Ban                      | ginasta                       | Roménia                  |             |         |
| 13 de janeiro   | Laura Ludwig                  | Voleibolista de praia         | Alemanha                 |             |         |
| 19 de janeiro   | Carlos Roberto da Cruz Júnior | futebolista                   | Brasil                   |             |         |
| 24 de janeiro   | Vieirinha                     | futebolista                   | Portugal                 |             |         |
| 26 de janeiro   | Thiago Pereira                | nadador                       | Brazil                   |             |         |
| 29 de janeiro   | Bryce Davison                 | patinador artístico           | Canadá                   |             |         |
| 5 de fevereiro  | Vedran Ćorluka                | futebolista                   | Croácia                  |             |         |
| 8 de fevereiro  | Daniel Moradei                | futebolista                   | Brazil                   |             |         |
| 14 de fevereiro | Michael Ammermüller           | automobilista                 | Alemanha                 |             |         |
| 14 de fevereiro | Pará                          | futebolista                   | Brasil                   |             |         |
| 15 de fevereiro | Valeri Bojinov                | futebolista                   | Bulgária                 |             |         |
| 16 de fevereiro | Diego Godín                   | futebolista                   | Uruguai                  |             |         |
| 19 de fevereiro | Marta                         | futebolista                   | Brasil                   |             |         |
| 19 de fevereiro | Henri Karjalainen             | automobilista                 | Finlândia                |             |         |
| 20 de fevereiro | Yoshimi Yamashita             | árbitra futebolística         | Japão                    |             |         |
| 25 de fevereiro | Paulo Marcos de Jesus Ribeiro | futebolista                   | Brazil                   |             |         |
| 5 de março      | Sebastián Balsas              | futebolista                   | Uruguai                  |             |         |
| 6 de março      | Hélder Dalmonech              | futebolista                   | Brazil                   |             |         |
| 6 de março      | Lucão                         | jogador de vôlei              | Brazil                   |             |         |
| 8 de março      | Maria Borodakova              | jogadora de vôlei             | Rússia                   |             |         |
| 10 de março     | Simone Sannibale              | futebolista                   | Itália                   |             |         |
| 17 de março     | Edin Džeko                    | futebolista                   | Bósnia e Herzegovina     |             |         |
| 22 de março     | Andrea Dovizioso              | piloto de motociclismo        | Itália                   |             |         |
| 24 de março     | Kohei Hirate                  | automobilista                 | Japão                    |             |         |
| 28 de março     | Mustafa Ali                   | lutador                       | Estados Unidos Paquistão |             |         |
| 30 de março     | Sergio Ramos                  | futebolista                   | Espanha                  |             |         |
| 4 de abril      | Alexander Tettey              | futebolista                   | Gana                     |             |         |
| 8 de abril      | Natalia Ishchenko             | nadadora sincronizada         | Rússia                   |             |         |
| 8 de abril      | Raffaele De Martino           | futebolista                   | Itália                   |             |         |
| 10 de abril     | Fernando Gago                 | futebolista                   | Argentina                |             |         |
| 13 de abril     | Reinaldo Alagoano             | futebolista                   | Brazil                   |             |         |
| 16 de abril     | Paul di Resta                 | automobilista                 | Escócia                  |             |         |
| 17 de abril     | Romain Grosjean               | automobilista                 | França                   |             |         |
| 26 de abril     | Felipe Gomes                  | atleta paralímpico            | Brazil                   |             |         |
| 28 de abril     | Jumar                         | futebolista                   | Brasil                   |             |         |
| 5 de maio       | Djaló                         | futebolista                   | Portugal                 |             |         |
| 10 de maio      | Fernanda Garay                | jogadora de vôlei             | Brazil                   |             |         |
| 11 de maio      | Miguel Veloso                 | futebolista                   | Portugal                 |             |         |
| 11 de maio      | Ronny                         | futebolista                   | Brazil                   |             |         |
| 12 de maio      | Óscar Andrés Morales          | futebolista                   | Honduras                 |             |         |
| 15 de maio      | Matías Fernández              | futebolista                   | Chile                    |             |         |
| 22 de maio      | Tatiana Volosozhar            | patinadora artística          | Rússia                   |             |         |
| 24 de maio      | Evandro Roncatto              | futebolista                   | Brazil                   |             |         |
| 26 de maio      | Eliane Martins                | saltadora                     | Brazil                   |             |         |
| 29 de maio      | Dylan Postl (Hornswoggle)     | wrestler profissional         | Estados Unidos           |             |         |
| 2 de junho      | Adik Mikaberidze              | futebolista                   | Geórgia                  |             |         |
| 3 de junho      | Adrián Vallés                 | automobilista                 | Espanha                  |             |         |
| 3 de junho      | Al Horford                    | basquetebolista               | República Dominicana     |             |         |
| 3 de junho      | Rafael Nadal                  | tenista                       | Espanha                  |             |         |
| 8 de junho      | Marcela Menezes               | ginasta                       | Brazil                   |             |         |
| 10 de junho     | Marco Andreolli               | futebolista                   | Itália                   |             |         |
| 11 de junho     | Yoann Gourcuff                | futebolista                   | França                   |             |         |
| 15 de junho     | Cezar Bononi                  | lutador                       | Brasil                   |             |         |
| 16 de junho     | Egídio Pereira Júnior         | futebolista                   | Brazil                   |             |         |
| 18 de junho     | Richard Gasquet               | tenista                       | França                   |             |         |
| 19 de junho     | Diego Hypólito                | ginasta                       | Brazil                   |             |         |
| 19 de junho     | Leandro Amaro                 | futebolista                   | Brazil                   |             |         |
| 23 de junho     | Mariano Filho                 | futebolista                   | Brazil                   |             |         |
| 26 de junho     | Wallace de Souza              | jogador de vôlei              | Brazil                   |             |         |
| 2 de julho      | Bruno Rezende                 | jogador de vôlei              | Brazil                   |             |         |
| 22 de julho     | Willian Thiego                | futebolista                   | Brazil                   |             |         |
| 23 de julho     | Nelson Philippe               | automobilista                 | França                   |             |         |
| 30 de julho     | Mari Paraíba                  | jogadora de vôlei             | Brazil                   |             |         |
| 5 de agosto     | Kyoko Oshima                  | ginasta                       | Japão                    |             |         |
| 21 de agosto    | Usain Bolt                    | atleta                        | Jamaica                  |             |         |
| 22 de agosto    | Stephen Ireland               | futebolista                   | Irlanda                  |             |         |
| 1 de setembro   | Gaël Monfils                  | tenista                       | França                   |             |         |
| 5 de setembro   | Francis Ngannou               | artes marciais mistas e boxe  | Camarões                 |             |         |
| 6 de setembro   | Israel Pereira                | mesa-tenista paralímpico      | Brazil                   |             |         |
| 6 de Setembro   | Tarec Saffiedine              | artes marciais mistas         | Bélgica                  |             |         |
| 8 de setembro   | João Moutinho                 | futebolista                   | Portugal                 |             |         |
| 10 de setembro  | Giorgi Beriashvili            | futebolista                   | Geórgia                  |             |         |
| 13 de setembro  | Kamui Kobayashi               | automobilista                 | Japão                    |             |         |
| 26 de setembro  | Santiago Ponzinibbio          | artes marciais mistas         | Argentina                |             |         |
| 27 de setembro  | Ricardo Risatti               | automobilista                 | Argentina                |             |         |
| 30 de setembro  | Cristián Zapata               | futebolista                   | Colômbia                 |             |         |
| 30 de setembro  | Olivier Giroud                | futebolista                   | França                   |             |         |
| 3 de outubro    | Jackson Martínez              | futebolista                   | Colômbia                 |             |         |
| 4 de outubro    | Babi Arenhart                 | handebolista                  | Brazil                   |             |         |
| 6 de outubro    | Bruno Schmidt                 | jogador de vôlei de praia     | Brazil                   |             |         |
| 9 de outubro    | Blagoy Ivanov                 | sambo e artes marciais mistas | Bulgária                 |             |         |
| 16 de outubro   | Jordan Larson                 | jogadora de vôlei             | Estados Unidos           |             |         |
| 4 de novembro   | Adrian Zaugg                  | automobilista                 | África do Sul            |             |         |
| 5 de novembro   | Kasper Schmeichel             | futebolista                   | Dinamarca                |             |         |
| 15 de novembro  | Sania Mirza                   | tenista                       | Índia                    |             |         |
| 21 de novembro  | Marlon Ventura                | futebolista                   | Brazil                   |             |         |
| 26 de novembro  | Yukina Ōta                    | patinadora artística          | Japão                    |             |         |
| 26 de novembro  | Radomir Petković              | lutador                       | Sérvia                   |             |         |
| 27 de novembro  | Tiago Lopes                   | tenista                       | Brasil                   |             |         |
| 18 de dezembro  | Marcelo Lomba                 | futebolista                   | Brazil                   |             |         |
| 19 de dezembro  | Ryan Babel                    | futebolista                   | Países Baixos            |             |         |
| 24 de dezembro  | Theodor Gebre Selassie        | futebolista                   | Chéquia                  |             | <center |
| 24 de dezembro  | Subrata Pal                   | futebolista                   | Índia                    |             |         |
| 26 de dezembro  | Hugo Lloris                   | futebolista                   | França                   |             |         |
| 28 de dezembro  | Bocundji Ca                   | futebolista                   | Guiné                    |             |         |

## Mortes
| Data           | Nome               | Profissão            | Nacionalidade   | Observações | Ref    |
| -------------- | ------------------ | -------------------- | --------------- | ----------- | ------ |
| 4 de março     | Lyudmila Rudenko   | enxadrista           | União Soviética | n. 1904     |        |
| 2 de maio      | Henri Toivonen     | automobilista        | Finlândia       | n. 1956     |        |
| 7 de maio      | Herma Szabo        | patinadora artística | Áustria         | n. 1902     |        |
| 9 de maio      | Tenzing Norgay     | alpinista sherpa     | Nepal           | n. 1914     |        |
| 15 de maio     | Elio de Angelis    | automobilista        | Itália          | n. 1958     | [ 6 ]  |
| 17 de maio     | Lyudmila Pakhomova | patinadora artística | União Soviética | n. 1946     |        |
| 1 de junho     | Jo Gartner         | automobilista        | Áustria         | n. 1954     | [ 38 ] |
| 25 de julho    | Ted Lyons          | jogador de beisebol  | Estados Unidos  | n. 1900     |        |
| 2 de setembro  | Otto Glória        | treinador de futebol | Brasil          | n. 1917     |        |
| 12 de novembro | Ria Baran          | patinadora artística | Alemanha        | n. 1922     |        |